# Atlantis - Det forsvundne rige
Atlantis – Det forsvundne rige er en amerikansk animationsfilm fra 2001, som er lavet af Walt Disney Feature Animation – den første science fiction i Disneys tegnefilmsklassikere-kanon og den 41. i rækken på samme liste. Filmmanuskriptet er skrevet af Tab Murphy, og filmen er instrueret af Gary Trousdale og Kirk Wise og produceret af Don Hahn. I den engelske udgave lægger bl.a. Michael J. Fox, Cree Summer, James Garner, Leonard Nimoy, Don Novello og Jim Varney stemmer til figurerne, hvor dette projekt blev sidstnævntes sidste opgave inden sin død. I den danske version lægger bl.a. Christian Damsgaard, Stine Stengade, Søren Spanning, Esper Hagen og Ole Thestrup stemmer til figurerne. Filmen starter i 1914 og fortæller historien om en ung mand, der kommer i besiddelse af en hellig bog, som han mener, vil kunne vise ham og et hold af eventyrere frem til den forsvundne by, Atlantis.
Udviklingen af filmen begyndte straks efter færdiggørelsen af Klokkeren fra Notre Dame i 1996. I stedet for at producere endnu en musicalfilm besluttede produktionsteamet at lave en action-eventyrfilm, der skulle være inspireret af Jules Vernes værker. Atlantis faldt bedst ind i den karakteristiske tegnestil, som tegneserie-forfatteren Mike Mignola førte, hvilket blandt andet lå til grund for valget af værk. På tidspunktet for filmens premiere var der i filmen gjort mere brug af computeranimation end i nogle af Disneys foregående tegnefilm; filmen er stadig en af de få, hvor optagelserne er blevet i et anaformisk format. Lingvist Marc Okrand skabte specielt til filmen et atlantisk sprog. Filmen havde premiere i en tid, hvor publikums interesser var begyndt at skifte fra traditionel animerede tegnefilm (altså håndtegnede animationer) til film med udelukkende brug af computeranimation.
Atlantis – Det forsvundne rige havde premiere på El Capitan Theatre i Hollywood i Californien den 3. juni 2001 og havde premiere i Danmark den 9. november samme år. Set i forhold til at filmen distribueredes af Walt Disney Pictures, fik Atlantis en beskeden billetindtjening. Med et budget på omkring $100 mio. (595 mio. DKK) formåede filmen at indtjene lidt over $186 mio. (ca. 1,1 mia. DKK) verden over. Idet filmen ikke levede op til forventningerne rent indtjeningsmæssigt, besluttede Disney at afblæse produktionen af en spin-off tv-serie og en undervandsattraktion i dets Disneyland-park. Nogle anmeldere roste filmen for dens unikke afvigelse fra tidligere og typiske Disney-film, mens andre kritiserede den for at have en uklar målgruppe og ikke at indeholde nogle sange. Atlantis blev nomineret til flere priser, bl.a. syv Annie Awards, og den vandt "Best Sound Editing" ved Golden Reel Awards i 2002. Trods de blandede anmeldelser anses Atlantis som en kult-klassiker grundet Mignolas unikke kunstneriske indflydelse og indblanden i projektet. En direkte-til-video-efterfølger Atlantis: Milo vender tilbage blev udgivet i 2003.

## Handling
Filmen begynder med en enorm tidevandsbølge, som er udløst af en pludselig eksplosion, truer med at drukne øen Atlantis. Under evakueringen af hovedstaden, bliver Dronningen af Atlantis, fanget af en ukendt og hypnotisk blå kraft og løftet op til "Hjertet af Atlantis"; en kraftfuld krystal, som beskytter byen. Krystallen indkapsler hende og danner herefter en kuppel over byen, som beskytter øens inderste dele. Dronningen efterlader sig sin mand, Kongen af Atlantis, og lille datter, Prinsesse Kida, som begge følger med øen under vandet, mens den synker.
Flere tusinde år senere, i 1914, møder man den unge Milo Thatch — en kartograf og lingvist ved Smithsonian Institution, som er udstødt af sine kollegaer, grundet hans store interesse for Atlantis – som mener at have fundet frem til beliggenheden af Vogterens bog, et antikt skrift, som eftersigende skulle indeholde koordinater til den forsvundne ø. Efter at være blevet afvist af museets bestyrelse om at finde bogen, møder Milo den mystiske kvinde, Helga Sinclair, som bringer Milo til Preston B. Whitmore, en gammel og excentrisk millionær. Whitmore har allerede fundet "Vogterens bog" som en form for tjeneste til Milos bedstefar, som var hans gode ven. Whitmore fortæller, at han har hyret et hold og nu også Milo til at tage på en ekspedition til Atlantis, så snart som det kan lade sig gøre.
Ekspeditionen tager afgang med et hold af specialister, ledet af kommandør Rourke, som også ledede tilvejebringelsen af "Vogterens bog". Derudover består holdet også af Vinny, en sprængstofekspert, Muldvarp, en geolog, Dr. Sweet, en medicinlæge, Audrey, en mekaniker, Mrs. Packard, en radiooperatør og Cookie (Jim Varney), en skibskok. De sætter ud i Ulysses, en enorm ubåd, men bliver snart angrebet af den enorme Leviataur, et mekanisk hummerlignede væsen, som beskytter indgangen til Atlantis. Ulysses bliver ødelagt, men det lykkedes Milo, Rourke og nogle af de andre skibsmedlemmer at flygte og ankomme til et underjordisk lufthul, som er beskrevet til at være indgangen til Atlantis, ifølge "Vogternes bog".
Efter at have rejst gennem flere grotter og slumrende vulkaner, lykkedes det holdet at ankomme til Atlantis. De bliver her mødt af Kida —som trods hendes alder, stadig er en ung kvinde — og de opdager at det atlantiske sprog er roden til mange eksisterende sprog (hvilket gør at det atlantiske folk forstår engelsk). Kida opdager snart Milos evne til at læse det atlantiske sprog, som er blevet glemt af de indfødte for mange år siden, da tidevandsbølgen ramte Atlantis. Ved at svømme ned og undersøge byens druknede ruiner og oversætter runerne, hjælper Milo Kida med at undersøge Atlantis' Hjertes natur; den forsyner det atlantiske folk med kraft og lang levetid gennem krystaller, de bærer i smykker om deres halse. Milo er overrasket over, at dette ikke står beskrevet i "Vogterens bog", hvor han ved en nærmere tjek opdager mangler en side.
Efter at være kommet tilbage efter en svømmetur med Kida, opdager Milo at Rourke har den manglende side fra bogen. Rourke og hans hold forråder Milo, da de har planer om at stjæle krystallen op til overfladen, hvor de vil sælge den. Rourke sårer kongen af Atlantis dødeligt, da han forsøger at få ham til at fortælle, hvordan man kommer ind til Atlantis' Hjerte, og opdager at vejen er gemt ved vandet omkring kongens trone. Krystallen opfanger truslen mod sig og indfanger nu Kida. Rourke og hans medhjælpere spærrer nu Kida inde i en jernboks og gør klar til at forlade byen, velvidende om at Atlantis og dets folk vil dø uden krystallens tilstedeværelse. Milo taler nu til sine venner om deres forræderi og ender med at overtale dem til at forlade Rourke og blive i Atlantis. Kongen fortæller nu Milo, at krystallen har udviklet sin egen vilje og at den som krav for at beskytte byen mod fare, kræver et kongeligt offer. Inden han dør, overdrager han sig krystal til Milo og beder ham om at redde Atlantis og hans datter. Opmuntret af Sweet, sammenkalder Milo holdet og det atlantiske folk for at stoppe Rourke.
I en kamp inden i en slumrende vulkan, lykkedes det Milo og hans akkompanierede at overvinde og dræbte Helga og Rourke. Mens Milo og andre flyver krystallen tilbage til byen, går vulkanen i udbrud. Med en truende lavabølge mod byen, stiger Kida (i sin krystalform) nu op til himlen, hvorved der dannes et beskyttende skjold over byen. Lavaen forbliver ude og krystallen frigiver Kida tilbage til Milo. De overlevende skibsmedlemer vender tilbage til overfladen og lover at bevare hemmeligheden om Atlantis. Milo, som er forelsket i Kida, bliver i Atlantis, hvor han hjælper hende med at genopbygge riget.

## Medvirkende
| Engelske skuespillere | Danske skuespillere  | Rolle                                    |
| --------------------- | -------------------- | ---------------------------------------- |
| Michael J. Fox        | Christian Damsgaard  | Milo Thatch                              |
| Cree Summer           | Stine Stengade       | Kidagakash "Kida" Nedakh                 |
| John Mahoney          | Esper Hagen          | Preston B. Whitmore                      |
| Leonard Nimoy         | William Rosenberg    | Kashekim Nedakh - Kongen af Atlantis     |
| James Garner          | Søren Spanning       | Kommandør Lyle Tiberius Rourke           |
| Claudia Christian     | Andrea Vagn Jensen   | Løjtnant Helga Katrina Sinclair          |
| Don Novello           | Lars Kaalund         | Vincenzo 'Vince' Santorini               |
| Phil Morris           | Morten Staugaard     | Dr. Joshua Strongbear Sweet              |
| Corey Burton          | Ole Thestrup         | Gaetan 'Muldvarp' Molière                |
| Jim Varney            | Lars Knutzon         | Jebidiah Allardyce 'Cookie' Farnsworth   |
| Jacqueline Obradors   | Anne Oppenhagen Pagh | Audrey Rocio Ramirez                     |
| Florence Stanley      | Margrethe Koytu      | Wilhelmina Bertha Packard / Mrs. Packard |
| David Ogden Stiers    | John Hahn-Petersen   | Fenton Q. Harcourt / Mr Harcourt         |

I øvrigt medvirkende: Donald Andersen, Thomas Mørk, Henrik Koefoed, Mads M. Nielsen, Lars Lippert, Peter Zhelder

## Produktion

### Udvikling
Idéen om Atlantis – Det forsvundne rige blev skabt i oktober 1996, mens Don Hahn, Gary Trousdale, Kirk Wise og Tab Murphy sad og spiste frokort på en mexicansk restaurant i Burbank, Californien. Da studiet netop havde færdiggjort Klokkeren fra Notre Dame ønskede producere og instruktører at beholde samme crew til udviklingen og produktionen af en anden film med et Adventureland-setting. Ved at hente inspiration fra Jules Vernes Rejsen til Jordens Indre fra 1864, besluttede de sig for at lave en film, som fuldt ud undersøger Atlantis, hvor der i Vernes bog kun er tid til et kort besøg. Mens der i første omgang kun blev researchet for informationer omkring Atlantis-mytologien på internettet, blev filmskaberne interesseret i de clairvoyante læsninger af Edgar Cayce og besluttede at inkorporere nogle af hans fortolkninger — specielt fortolkningen om en moderkrystal, som giver kraft, helbredelse og en lang levetid til det atlantiske folk – ind i historien. Holdet besøgte også museer og gamle hærinstallationer for at studere det 20. århundredes teknologi (i hvilken tidsperiode, filmen foregår i) og de rejste ligeledes omkring 250 meter ned under jorden i New Mexico's Carlsbad miner for at undersøge de underjordiske spor, som skulle bruges som model til Atlantis.
Filmskaberne gik i høj grad efter at undgå at skabe den typiske fremstilling af Atlantis med "smuldrende græske søjler under vandoverfladen", har Wise udtalt. "Fra startskuddet, var vi fast besluttet på at designe det hele fra top til tå. Lad os få lavet den rigtige arkitektur, stil, beklædning, kulturarv, skik, hvordan de ville sove og hvordan de ville tale. Så vi hentede folk ind, som ville kunne hjælpe os med de idéer." Artdirector David Goetz udtalte at "Vi kiggede på mayaernes arkitektur, den antikke stil, usædvanlig arkitektur fra hele verdenen, hvor instruktørerne faldt for stilen, som ses hos i den sydøstasiske arkitektur." Holdet inddrog senere stiltræk fra andre arkitekturforme, såsom cambodiansk, indisk og tibetansk arkitektur. Hahn tilføjede "Hvis du tager og dekonstruere arkitektur fra hele verdenen i form af et arkitektur-ordforråd, ville man vide, hvordan vores Atlantis ser ud." Den overordnede design og meget cirkulær-inspireret design i Atlantis kom af inspiration fra Platons skrifter, og hans citat "i en enkelte ulykkes dag og nat, forsvandt øen Atlantis ned i havets dyb." var af stor betydning lige fra produktionens begyndelse. Holdet bar desuden T-shirts, hvorpå der stod: "ATLANTIS—Færre sange, flere eksplosioner" grundet holdets intention om at lave en action-adventure-film (til stor kontrast til tidligere Disney-tegnefilm, som var musicalfilm).

#### Sprog
Marc Okrand, som har udviklet klingon-sproget til Star Trek-filmene, blev ligeledes ansat til at udvikle et atlantisk sprog til Atlantis – Det forsvundne rige. Vejledt af instruktørernes oprindelige koncept om dette sprog skulle fungere som modersprog, udviklede indoeuropæisk-beslægtet ordforrråd med dets eget grammatiske system. Han dannede og ændrede ord, hvis de begyndte at lyde for meget som faktiske ord brugt i rigtige sprog. John Emerson designede de skrevne komponenter and lavede flere hundrede forskellige skitser af enkelte bogstaver, hvor instruktørerne udvalgte de bedste til at repræsentere det atlantiske sprog. Det skrevne sprog var bustrofedonsk: designet til at skulle læses fra venstre til højre på den første linje og fra højre til venstre på den anden linje, hvorefter læsningen skulle forsætte i et zigzag-mønster i forsøget på at efterligne vands strøm.
 Det atlantiske [A]'s form er blevet udviklet af John Emerson. Det er desuden et miniaturekort af byen Atlantis (fx er området omkring hvirvlen grotten, den inderste form forestiller byens silhouet og prikken er krystallens beliggenhed.) Det er skattekort.

 — Kirk Wise, director

### Manuskript
Joss Whedon var den første forfatter, der blev involveret i projektet, men forlod det dog kort efter til fordel for andre Disney-projekter. Tab Murphy færdiggjorde filmmanuskriptet og udtalte at tiden fra at manuskriptet blev diskuteret til at det endelige manuskript var tilfredsstillende for alle parter varede "omkring tre til fire måneder." Det oprindelige udkast var på 155 sider, hvilket vil sige, meget længere end typiske Disney-filmmanuskriptet (som normalt er på omkring 90 sider). Da de to første akter tog omkring 120 minutter, besluttede instruktøren at skære i forskellige karakterer og sekvenser og øge fokusset på Milo. Murphy har udtalt, at han skabt den årtier gamle Vogterens bog fordi han behøvede et kort, som karakterne kunne følge gennem deres eventyr. En bearbejdet udgave af manuskriptet undlod nogle af ekspeditionens prøvelser, mens de navigerede gennem de underjordiske grotter til Atlantis. Dette gav filmen et hurtigere tempo, fordi Atlantis bliver opdagede tidligere i historien.
Instruktørerne beskrev ofte det atlantiske folk som egyptiske. Da Napoleon indvandrede til Egypten, havde folk mistet deres tiltro til deres tidligere mægtige civilisation. De var omringet af artefakter fra deres tidligere storhed, men vidste af en eller anden grund ikke, hvad de betød.
Karakteren Milo Thatch skulle oprindeligt have været arving til Edward Teach, også kendt som piraten Sortskæg. Instruktørerne ændrede senere dette til at gøre ham til en slægtning af en opdagelsesrejsende, så han ville opdage sit indre talent for at udforske. Karakteren Molière/Muldvarp skulle egentlig have været "professionel", men Chris Ure, en story artist, ændrede konceptet til en "forfærdelig lille gravende skabning med en slidt jakke og underligt udstyr med forlængede øjne", sagde Wise. Don Hahn udtalte, at udeladelsen af sange var noget af en udfordring for holdet, som var vant til at lave musicalfilm, da der kun var actionscener, som skulle bære filmen. Kirk Wise udtalte, at det gav holdet en mulighed for at lave mere karakterudvikling: "Vi havde mere skærmtid til at lave en scene, hvor Milo og ekspeditionsholdet slår lejr og lærer hinandens livshistorier at kende. En hel sekvens, hvor de spiser og går i seng. Det er ikke typisk noget, vi har luksus til at gøre."
Hahn fortalte, at den første animerede sekvens, der blev færdiggjort var filmens prolog. Den originale version viste en viking, der bruger "Vogterens bog" til at finde Atlantis, men tæt på færdiggørelsen af produktionen, fortalte supervisor Jon Sanford instruktørerne at prologen ikke gav et personligt nok indblik i det atlantiske folks liv. Bortset at vikinge-prologen var færdiggjort og det ville ekstra tid og penge for at ændre scenen, var instruktørerne enige med Sanford. Trousdale tog hjem og færdiggjorde storyboardsene senere samme aften. Prologen blev erstattet med en sekvens, hvor Atlantis' undergang ses, hvilket introducerer filmen fra det atlantiske folk og prinsesse Kidas synspunkt. Vikingeprologen er dog inkluderet på de første udgaver af filmen og som ekstra-materiale på dvd-udgaven.

### Animation
På højdepunktet af filmens produktion var der 350 animatorer, kunstnere og teknikere, som arbejdede med Atlantis ved alle tre Disney-animationsstudier i Burbank, Californien, Orlando, Florida og Paris, Frankrig. Filmen var en af de få Disney-tegnefilm, som blev produceret og optaget i 70mm anaforisk format. Instruktørerne følte at et wide-screen-billede var afgørende, som en form for nostalgisk reference til gamle action-eventyr film, som blev vist i Cinemascope format (2.35:1), med Raiders of the Lost Ark som inspirationskilde. Da en udskiftning i formatet ville det kræve animationsdeske og udstyr designet til wide-screen-produktioner var Disney's executive producere først modstræbende over for idéen. Produktionsholdet fandt ud af det ved at tegne indenfor en smallere ramme på samme papir. Layoutsupervisor Ed Chertner skrev en guide til wide-screen-formatet til brug for layoutkunstnerne and det blev nævnt at en fordel ved wide-screen var at han kunne holde karakterne inden for scenerne længere tid grundet den ekstra plads i rammerne. Wise fik yderligere inspiration til formatet fra filmskaberne David Lean og Akira Kurosawa.
Filmens visuelle stil var i høj grad baseret på Mike Mignola, tegnebogsforfatteren bag Hellboy. Mignola var en af de fire produktionsdesignere (sammen med Matt Codd, Jim Martin og Ricardo Delgado), som blev hyret af Disney-studiet til filmen. Han skulle angiveligt havde fremsat stilguider, forberedende karakter- og baggrundsdesigns og idéer til historien. "Mignolas grafiske og kantede stil var et hovedinspirationskilderne til karakternes 'look'", har Wise udtalt. Mignola var først overrasket over at blive kontaktet af studiet om et muligt samarbejde omAtlantis. Hans kunstneriske indflydelse på filmen gjorde at denne senere blev en kultklassiker.
 Jeg kan huske, at jeg så et groft klip fra filmen og karakterne havde disse store, firkantede og underlige hænder. Jeg sagde til fyren ved siden af mig: "Det er nogle rimelig seje hænder". Og han svarede, "Ja, det er dine hænder. Vi afholdt et helt møde om, hvordan vi skulle lave dine hænder" Det var så underligt at jeg ikke kunne fatte det.

 — Mike Mignola
Den sidste scene, hvor der sker en tilbagetrækning af kameraet, og som ses lige før rulleteksterne, blev af instruktørerne beskrevet som en af de sværeste scener i Disneys animationshistorie. De udtalte at forsøget med at skabe samme tilbagetrækkende effekt i deres foregående film, Klokkeren fra Notre Dame, "var en kamp" og "manglede dybde"; men efter at have forbedret multiplaning-funktionen, prøvede de at bruge teknikken igen på Atlantis. I scenen ses et 40 cm. stort stykke papir, der viser et close-up billede af Milo og Kida. Som kameraet trækker sig tilbage og væk fra dem, hvorved det nyopbyggede Atlantis ses, består papiret tilsvarende af 457 meters papir, der er sat sammen af mange små stykker papir (omkring 61 cm eller mindre). Hvert stykke papir blev omhyggeligt tegnet og herefter sat sammen med animationsmekanismer, så de alle samtidig flyver tværs over scenen og får seeren til at se et mere fuldendt og integreret billede.
Da filmen havde sin premiere, blev Atlantis – Det forsvundne rige bemærket for at have brugt mere computergeneret animation (CGI) end nogen anden tidligere Disney-tegnefilm. For at øge produktiviteten havde instruktørerne hyret digitalanimatører til at samarbejde med de traditionelle animatorer gennem hele produktionen. Adskillige scener i filmen krævede stort brug af digital animation, som fx Leviatanen, Ulysses-ubåden og Atlantis' Hjerte og de store stengiganter. Under produktionen og efter at Matt Codd og Jim Martin havde designet Ulysses på papir, blev Greg Aronowitz hyret til at bygge en skaleringsmodel af ubåden, som skulle bruges som reference til modelbygningen af Ulysses i 3D. Den endelige film inkluderer 362 digitaleffekt-optagelser og computer blev derfor brugt til at sætte 2D og 3D-scenerne sammen. En scene som udnyttede muligheden for sammenkørslen af to slags dimensioner, var i scenen, hvor 3D-Ulysses blev dumpet fra sin havneplads og ned i vandet. Mens kameraet flyder rundt omkring ubåden, ser man en 2D-Milo inde i ubåden, som følger kameraet. Holdet sagde, at det var en udfordring at afholde seerne fra at bemærke forskellen mellem sammensmeltningen af 2D- og 3D-tegningerne. Den digitale produktion gav også instruktørerne en unik mulighed for at bruge virtuelle kameraføring til komplicerede optagelser i filmen. Med denne mulighed for at arbejde i det såkaldte z-plan, kunne kameraet bevæge sig igennem en digital ramme; hvor baggrunden og detaljer bagefter blev håndtegner ind i. Dette blev brugt i åbningsflyvescenen gennem Atlantis og Leviatanens jagt på ubåden gennem undervandsgrotter.

### Musik og lyd
Eftersom filmen ikke indeholder nogen musikalske indslag, valgte instruktørerne at hyre James Newton Howard til at komponere filmens soundtrack. Ved at tage udgangspunkt i at filmen var en live-action film, besluttede Howard at lave forskellige musikalske temaer til kulturerne, der findes ovenvande, og til kulturen, der findes under vandets overflade og i Atlantis. Angående Atlantis, valgte Howard en indonesisk-inspireret lyd, hvor klokkespil, klokker og gongonger indgår. Instruktørerne fortalte Howard, at filmen ville indeholde flere vigtige scener uden dialoger; og at lyden nødvendigvis skulle udtrykke det følelsesmæssige, der skete på lærredet.
Gary Rydstrom og hans hold på Skywalker Sound blev hyret til indgå i filmens lydproduktion. Ligesom Howard, brugte Rydstrom forskellige lyde til de to forskellige kulturer. Ved at fokusere på den tidligere industris æra med maskiner og mekaniske lyde, følte han at Atlantis skulle have lyde, der var "mere organiske" med deres keramik. Lyden af de atlantiske flyvende transportmidler var noget af en udfordring. Rydstrom har udtalt, at han sad ved siden af motorvej og optagede lyd, da der en dag kom en mellemstor lastbil kørende forbi i høj fart. Da lyden fra denne blev speedet yderligere op, synes han det lød meget organisk og det er, hvad man hører i filmen. Rydstrom skabte det harmoniske klokkespil, der lyder fra Atlantis' Hjerte, ved at gnide sine fingre langs kanten på champagnetværfløjte.

## Udgivelse

### Promovering
Atlantis var blandt de første Disney, hvor markedsføring via internettet blev benyttet. Filmen blev promoveret gennem Kellogg's, som lavede en hjemmeside med mini-spil og gav små videospil med UPC-mærker med til specielle Atlantis-udgaver af morgenmadsproduktet. Filmen var desuden også en af de første gange, Disney forsøgte sig med markedsføring gennem mobile netværk, som gjorde, at brugere kunne downloade spil baseret på filmen. McDonald's (som havde en eksklusiv licensaftale angående alle Disney-udgivelser og heraf følgende produkter) promoverede filmen med Happy Meal-legetøj, madpakker og indendørsdekorering. McDonald's' reklamekampagne inkluderede også fjernsyn, radio og trykte reklamer med begyndelse fra filmens premieredato. Frito-Lay tilbød også gratis entrebilletter til filmen på specielt udvalgte snackprodukter.

### Billetindtjening
Før filmens premiere var der flere spekulationer fra anmeldere om, at det filmen ville møde stor konkurrence fra DreamWorks' Shrek (en fuldkommen CGI-spillefilm) og Lara Croft: Tomb Raider (en action-adventure-film fra Paramount Pictures). Omkring markedets skift fra traditionelle animationsfilm og konkurrencen med CGI-film, udtalte Kirk Wise, "Enhver traditionel animatør, inklusiv mig selv, kan ikke undgå at føle et lille stik af smerte. Det har i sidste ende altid handlet om historien og karakterne, og en slags måde erstatter ikke bare den anden. Ligesom at fotografiet ikke erstattede maleriet. Eller måske kan jeg bare ikke se det." Jeff Jensen fra Entertainment Weekly udtalte at CGI-film (såsom Shrek) i højere grad ville tiltrække den unge demografiske målgruppe, som ikke normalt er interesseret i tegnefilm, og kaldte Atlantis et "marketingssats".
Atlantis – Det forsvundne rige havde dens verdenspremiere i Disney's El Capitan Theatre i Hollywood, Californien den 3. juni, 2001 og havde begrænset udgivelse i New York City og Los Angeles den 8. juni. I Danmark havde filmen første premiere den 9. juni, 2001. Ved premieren blev Destination: Atlantis vist, hvor optagelserne fra bag scenerne var inkluderet, samt information angående Atlantis-legenden med videospil, laserspil og andre laser attraktioner. Aquarium of the Pacific udlånte også en stor mængde forskellige film, som blev brugt til at pynte ved attraktionerne. Med et budget på $100 million (590 mio. DKK), opnåede filmen en 2. plads i dens åbningsweekend med en indtjening på omkring 120 mio. DKK fordelt på 3.011 biografer. Filmens internationale udgivelse begyndte den 20. september i Australien og ligeledes i Danmark den 9. november. Gennem de 25 uger, hvor filmen kørte i biograferne formåede Atlantis – Det forsvundne rige at indtjene over 1,09 mia. DKK (de 500 mio. DKK af dem i USA og Canada). Som en respons til filmens skuffende billetindtjening, udtalte direktør for Walt Disney Feature Animation, Thomas Schumacher, at "Det så ud til at være en perfekt tid til ikke at lave et sødt eventyr, men det slog fejl."

## Temaer
Adskillige anmeldere og forskere har kommenteret at Atlantis spiller ret så kraftigt på temaer, såsom antikapitalisme og antiimperialisme. M. Keith Booker, akademiker og forfatter til bøger om mediers implicitte budskaber, anser karakteren Rourke som motiveret af "kapitalistisk grådighed", da han søger efter "sit eget finansielle bytte" trods hans viden om "hans tyveri af krystallen vil føre til Atlantis' ødelæggelse". Religion journalist Mark Pinsky, i hans exploration af moral og spirituelle temaer i populære Disney film, hævder at "det er umuligt at læse filmen ... på en anden måde" end som "en ødelæggende, vedholdende angreb på kapitalisme og amerikansk imperialisme". Max Messier fra FilmCritic.com observere, "Disney lykkedes endda at mørbanke den kapitalistiske livsstil af eventyrene' i hensigt på at afdække the forsvunde by. Fandens de imperialister!" i følge Booker, levere filmen også en mere "kønsdiskriminerende moral" ved at konkludere med opdagelsen af atlantikerne holdt hemmelighed fra andre overflade-beboer for at en separation mellem de to meget forskellige kulture. Andre så Atlantis som et interessant blik på en utopisk filosofi fundet i de værker af klassik Science-fiction af H. G. Wells og Jules Verne.
Da filmen blev udgivet bemærkede nogle publikummer, at Atlantis – Det forsvunde rige havde ligheder med det japanske anime-tv-show fra 1990'erne: Nadia: The Secret of Blue Water og 1986-filmen Laputa - Slottet i himlen fra Studio Ghibli. Nævneværdige ligeheder inkluderede bl.a. karakterdesigns, baggrundsopsætning og handlingsforløb. Selvom Disney aldrig formelt svarede tilbage på påstandene om plagiat, opslog vice-direktør Kirk Wise til en Disney-nyhedesgruppe i maj 2001, at han "Aldrig har hørt om Nadia før det var nævnt i denne nyhedsgruppe. Længe efter vi havde færdiggjort produktionen jeg bør tilføje." Både Atlantis og Nadia var inspireret af dele fra romanen Twenty Thousand Leagues Under the Sea af Jules Verne skrevet i 1870, som Lee Zion (for Anime News Network) skrev, "Der er for mange ligeheder som ikke er koblet med 20,000 Leagues for det hele at virke tilfældigt." Kritikere nævnte også plotligheder med 1994-filmen Stargate. Milos karakteristika er også blevet sagt til at have ligheder med Daniel Jackson, hovedpersonen i Stargate og hovedpersonen i spinoff serierne Stargate SG-1—hvilket tilfældigvis lancerede dets egen spinoff med titlen Stargate Atlantis.

## Modtagelse

### Priser
| År   | Pris                               | Kategori | Modtager | Resultat  |
| ---- | ---------------------------------- | --- | --- | --------- |
| 2001 | Annie Award                        | Outstanding Individual Achievement for Effects Animation                                                    | Marlon West | Nomineret |
| 2001 | Annie Award                        | Outstanding Individual Achievement for Music Score an Animated Feature Production                           | James Newton Howard | Nomineret |
| 2001 | Annie Award                        | Outstanding Individual Achievement for Production Design in an Animated Feature Production                  | David Goetz | Nomineret |
| 2001 | Annie Award                        | Outstanding Individual Achievement for Storyboarding in an Animated Feature Production"                     | Chris Ure | Nomineret |
| 2001 | Annie Award                        | Outstanding Individual Achievement for Voice Acting by a Female Performer in an Animated Feature Production | Florence Stanley for at lægge stemme til "Mrs. Packard"                                                                        | Nomineret |
| 2001 | Annie Award                        | Outstanding Individual Achievement for Voice Acting by a Male Performer in an Animated Feature Production   | Leonard Nimoy for at lægge stemme til "Kongen af Atlantis"                                                                     | Nomineret |
| 2001 | World Soundtrack Awards            | WSA Best Original Song Written Directly for a Film                                                          | Diane Warren og James Newton Howard for sangen "Where the Dream Takes You"                                                     | Nomineret |
| 2002 | Motion Picture Sound Editors       | Golden Reel Award Best Sound Editing – Animated Feature Film, Domestic and Foreign                          | Gary Rydstrom, Michael Silvers, Mary Helen Leasman, John K. Carr, Shannon Mills, Ken Fischer, David C. Hughes og Susan Sanford | Vundet    |
| 2002 | Online Film Critics Society Awards | OFCS Award Best Animated Feature                                                                            | | Nomineret |
| 2002 | Political Film Society             | PFS Award for Democracy                                                                                     | | Nomineret |
| 2002 | Political Film Society             | PFS Award for Peace                                                                                         | | Nomineret |
| 2002 | Political Film Society             | PFS Award for Human Rights                                                                                  | | Nomineret |
| 2002 | Young Artist Awards                | Young Artist Award Best Family Feature Film – Animation                                                     | | Nomineret |
| 2003 | DVD Exclusive Awards               | Original Retrospective Documentary, New Release                                                             | Michael Pellerin for at skabe Atlantis                                                                                         | Nomineret |